# Phytichthys
Phytichthys is een monotypisch geslacht van straalvinnige vissen uit de familie van stekelruggen (Stichaeidae).

## Soort
- Phytichthys chirus (Jordan & Gilbert, 1880)